# Аксёновское сельское поселение (Мордовия)
Аксёновское се́льское поселе́ние — муниципальное образование в Лямбирском районе Мордовии Российской Федерации.
Административный центр — село Аксёново.

## История
Статус и границы сельского поселения установлены Законом Республики Мордовия от 28 декабря 2004 года № 122-З «Об установлении границ муниципальных образований Лямбирского муниципального района, Лямбирского муниципального района и наделении их статусом сельского поселения и муниципального района».

## Население
| 2002  | 2010  | 2012  | 2013  | 2014  | 2015  | 2016  |
| ----- | ----- | ----- | ----- | ----- | ----- | ----- |
| 1819  | ↘1745 | ↗1749 | ↘1730 | ↘1708 | ↘1693 | ↘1667 |
| 2017  | 2018  | 2019  | 2020  | 2021  |       |       |
| ↘1649 | ↘1629 | ↘1610 | ↘1591 | ↗1652 |       |       |

## Состав сельского поселения
| № | Населённый пункт | Тип населённого пункта       | Население |
| - | ---------------- | ---------------------------- | --------- |
| 1 | Аксёново         | село, административный центр | ↘1496     |
| 2 | Инят             | село                         | ↗249      |